# Felicity Montagu
Felicity Montagu, född 12 september 1960 i Leeds, är en brittisk skådespelare.
Montagu har bland annat medverkat i TV-serien Bortom paradiset från 2023. Hon har även medverkat i filmerna I Want Candy från 2007 och Resistance från 2020. 

## Filmografi (i urval)
- 2001 – Bridget Jones dagbok
- 2006–2007 – Suburban Shootout (TV-serie)
- 2007 – I Want Candy
- 2017 – The End of the F***ing World (TV-serie)
- 2020 – Resistance
- 2023 – Bortom paradiset (TV-serie)
- 2023 – Den charmerande Tom Jones (TV-serie)